# 曹永竞
曹永竞（1997年2月15日—），是一名中国足球运动员，现效力中国足球超级联赛球队北京国安。

## 俱乐部生涯
2015年，曹永竞被提升进入中国足球超级联赛球队贵州人和一线队。 同年3月14日，他在赛季联赛第二轮贵州人和0比2不敌江苏国信舜天的比赛第76分钟替补马格努斯·埃里克森出场，上演中超联赛首秀。
2021年2月10日与北京国安签约，并将在2021赛季身披37号球衣。